# First Division (Malta) 1933/34
Die First Division 1933/34 war die 23. Spielzeit in der Geschichte der höchsten maltesischen Fußballliga. Meister wurden zum siebenten Mal die Sliema Wanderers.

## Vereine
Im Vergleich zur Vorsaison verzichteten die Sliema Rangers und Ħamrun Spartans auf eine Teilnahme.

## Modus
Da nur zwei Mannschaften teilnahmen, spielten diese viermal gegeneinander. Für einen Sieg gab es zwei Punkte, für ein Unentschieden einen und für eine Niederlage keinen Punkt. Bei Punktgleichheit wurde um die Meisterschaft ein Entscheidungsspiel ausgetragen.

## Abschlusstabelle
| Pl. | Verein               | Sp. | S | U | N | Tore    | Quote | Punkte |
| --- | -------------------- | --- | - | - | - | ------- | ----- | ------ |
| 1.  | Sliema Wanderers (M) | 4   | 2 | 1 | 1 | 006:400 | 1,50  | 05:30  |
| 2.  | Hibernians Paola     | 4   | 1 | 1 | 2 | 004:600 | 0,67  | 03:50  |

Platzierungskriterien: 1. Punkte – 2. Torquotient
| Zum Saisonende 1933/34:                        |                                       |
| Maltesischer Meister 1933/34: Sliema Wanderers |                                       |
|                                                |                                       |
| Zum Saisonende 1932/33:                        |                                       |
| (M)                                            | Amtierender Meister: Sliema Wanderers |

## Ergebnisse
|                  | Gesamt |                  | 1. Spiel | 2. Spiel | 3. Spiel !style="width: 5em" \| 4. Spiel |       |
| ---------------- | ------ | ---------------- | -------- | -------- | ---------------------------------------- | ----- |
| Sliema Wanderers | 6:4    | Hibernians Paola | 2:2      | 1:2      | 3:0                                      | +:- 1 |